# Glypta tuta
Glypta tuta är en stekelart som beskrevs av Kuslitzky 1976. Glypta tuta ingår i släktet Glypta och familjen brokparasitsteklar. Inga underarter finns listade i Catalogue of Life.